# Oxydia ockendeni
Oxydia ockendeni là một loài bướm đêm trong họ Geometridae.